# True to You
Singles de Johnny Hallyday
Et puis je sais
(1992) La guitare fait mal (version live)
(1992)
Clip vidéo
[vidéo] « True To You (Live à Bercy, 1992) », sur YouTube
True to You est une chanson écrite par Chris Rea et enregistrée par Johnny Hallyday sur son album de 1991 Ça ne change pas un homme.
Chris Rea l'a également enregistrée (en anglais) et publiée comme le quatrième titre sur une version de quatre titres de son EP Winter Song sorti en 1991,.

## Développement et composition
La chanson a été écrite par Chris Rea. L'enregistrement de Johnny Hallyday a été produit par Mick Lanaro.

## Version de Johnny Hallyday

### Discographie
- 10 décembre 1991 : 33 tours 510 850-1[4] et CD 510 850-2[5] Philips Ça ne change pas un homme
- Le 7 septembre 1992, True to You sort en single dans une nouvelle version studio[6],[7]. Elle a atteint la 18e place en France[1].

45 tours Philips 864 308-7
Face 1. True to You « nouvelle version » (4:33)
Face 2. La guitare fait mal (4:26)
CD Single Philips 864 308-2
Face 1. True to You « nouvelle version » (4:33)
Face 2. La guitare fait mal (4:26)
- En décembre 1992, True to You sort une seconde fois en single, cette fois dans une version enregistrée en public :

45 tours 864 714-7 et CDS 864 714-2 Philips : La guitare fait mal (version live Toulouse), True to You (version live), La guitare fait mal (version live Bercy 92)
10 janvier 1993 : Triple album vinyle 514 400-1 et double CD 514 400-2 Philips Bercy 92

### Classement
| Classement (1992) | Meilleure position |
| ----------------- | ------------------ |
| France (SNEP)     | 18                 |

## Version de Chris Rea

### Liste des titres
EP Winter Song: Four Track E.P. (1991, EastWest 9031-75662-2, EastWest 9031-75914-2)
1. Winter Song (4:35)
2. Footprints in the Snow (4:20)
3. Set Me Free (5:38)
4. True to You (3:57)[2],[3]